# Mirosław Szymkowiak
Mirosław Szymkowiak (pronunție în poloneză [miˈrɔswaf ʂɨmˈkɔvʲak]) (n. 12 noiembrie 1976, Poznań, Polonia) este un fotbalist polonez retras din activitate, care a jucat ultima dată pentru clubul turc Trabzonspor. Szymkowiak a fost membru al echipei naționale de fotbal a Poloniei. 
Primul său club a fost Olimpia Poznań, unde a jucat din 1992 până în 1994, când a semnat cu Widzew Łódź. El a rămas acolo timp de cinci ani și jumătate, când a fost transferat de Wisła Cracovia la mijlocul sezonului 2000-01. El i-a ajutat să câștige campionatul în primul său sezon, reușind să câștige și alte două campionate în 2003 și 2004. În ianuarie 2005, s-a alăturat clubului turc Trabzonspor. 
A avut un debut bun la Trabzonspor, marcând nouă goluri în cincisprezece partide jucate în primele șase luni.
S-a dovedit a fi un bun pasator și un marcator eficient.
Szymkowiak și-a încheiat cariera din motive medicale. Într-un interviu acordat unui portal polonez a spus că „Abia fac 31 de ani, și am trecut deja prin opt operații! Am patru șuruburi în ambii genunchi și unul în gleznă. Mă simt mai bătrân decât tatăl meu și mi-aș dori ca peste câțiva ani să pot merge ca un om normal.” Ulterior, într-un interviu acordat ziarului polonez „Super Express”, el a declarat că retragerea sa s-a datorat consumului de droguri: a folosit rofecoxib pentru a-și alina durerile, substanță care s-a dovedit că duce la micșorarea rezistenței.
Szymkowiak a jucat 31 de ori și a marcat trei goluri pentru Polonia. A fost inclus în lotul de 23 de jucători care a participat la Campionatul Mondial de Fotbal 2006.
El și-a anunțat retragerea din fotbal.
Szymkowiak lucrează în prezent ca reporter pentru Canal+ Polonia. Prima partidă la care a asistat din postura de reporter a fost meciul din Ekstraklasa dintre GKS Bełchatów și  Zagłębie  Lubin în data de 5 aprilie 2007. El deține două saloane de frumusețe în Cracovia.